# Nijazi Ramadani
Nijazi Ramadani (în franceză Niazi Ramadani; n. 14 februarie 1964, Gnjilane, RS Serbia, RSF Iugoslavia, Kokaj (Gjilan)) este un poet, romancier, critic social, critic de artă, critic literar, analist politic și intelectual albanez. Activitatea sa a început în anii 1990 în Gjilan, SFR - Iugoslavia (astăzi Republica Kosova).

## Educație
Și-a terminat primele studii la liceul din Gjilan. A absolvit Universitatea din Priștina - Facultatea de Pedagogie - unde a terminat matematica și informatica. Este printre cei mai cunoscuți reprezentanți ai poeziei contemporane din Kosova.

## Activitate
Ramadani este autorul a zece cărți despre literatură, teatru, arte vizuale și critică literară, ficțiune, știri, romane și dramă, jurnalism și articole polemice. A publicat recenzii, articole, eseuri, tratate și articole  în diferite reviste albaneze și în străinătate, rezolvând diverse probleme de literatură socială, culturala  albaneză . Unele dintre lucrările sale au fost traduse în alte limbi. Aceste lucrări au apărut în anii '80 în presa locală, unde a publicat poezii. În cursul lucrărilor sale, el a abordat toate genurile jurnalistice ale presei scrise. El este un profesor, coordonator de artiști, creatori și jurnaliști, editorul coordonator al ediției albaneze „Rrjedha“, unde a publicat o serie de cărți, și editat revista Ushtima e Maleve. Mai târziu a lucrat ca jurnalist pentru ziarul „Epoka e Re“ din Priștina, și este, de asemenea, un membru al Asociației Scriitorilor din Kosova.

## Lucrări notabile
- Geografie albaneză: "Dheshkronjë arbri" ), 1995, editura: Jeta e Re, Prishtina
- Auodeterminarea si Kosova (albaneză:"Kosova dhe vetëvendosja"), Tirana, 1998
- Imaginea timpului (albaneza -"Imazh kohe" ), 2008, editura Rrjedha , Gjilan ,
- Alta abordare a teatrului (albaneză: "Qasje tjeter në teater"), 2008,(editura), (albaneză "Rrjedha")[5] "Rrjedha"
- Imaginea vie ( albaneză:"Text cursivImazh i gjallë" ), dramă comedie 2013, editura: Rrjedha, Prishtina (MKRS)
- Imagine înghețată (albaneză: "Imazh i ngrirë" ), roman, 2010, editura: Rrjedha , Prishtina[6][7][8]
- Monografia familiei Kokak 1842-2012"( albaneză: " Monografia Kokajt PER " )- monografie 2012, Editura " Rrjedha ", Gjilan[9]